# Калипсо (Северна Каролина)
Калипсо (енгл. Calypso) град је у америчкој савезној држави Северна Каролина.

## Демографија
По попису из 2010. године број становника је 538, што је 128 (31,2%) становника више него 2000. године.
| Група             | 2000.       | 2010.       |
| Белци             | 289 (70,5%) | 282 (52,4%) |
| Афроамериканци    | 94 (22,9%)  | 104 (19,3%) |
| Азијати           | 2 (0,5%)    | 0 (0,0%)    |
| Хиспаноамериканци | 18 (4,4%)   | 140 (26,0%) |
| Укупно            | 410         | 538         |